# 1830: Railroads and Robber Barons
1830: the Game of Railroads and Robber Barons skapades av Francis Tresham tillsammans med Bruce Shelley på och gavs ut 1986 av Avalon Hill. 
Spelet utspelar sig i nordöstra USA och sydöstra Kanada. För att spegla den amerikanska investeringsmentaliteten, under 1800-talet och en bit in på 1900-talet, med aktiespekulationer och plundring av bolag infördes nya element i spelet. Dels är aktiemarknaden inte längre linjär. Den kan fluktuera. Dels kan offentliga bolag köpa privata bolag. Detta är ett sätt att föra över pengar från de offentliga bolagen till den privata plånboken. Spelet tar slut antingen när bankens kapital är slut eller när en spelare begärs i konkurs. Det senare sker när det offentliga bolaget saknar lok och inte genom några medel kan köpa ett. Spelet fick ett oerhört genomslag och anses av många som ett av de mest lyckade och bästa spelen genom tiderna. 1830 är ett utpräglat skicklighetsspel utan inslag av slump som exempelvis tärningar. Spelet ges inte ut längre.
Antal spelare är 2-6 (4 eller 5 anses optimalt) och speltiden är ungefär 3-6 timmar.
Spelet har även getts ut i en version för PC med bra AI-motståndare. Spelet gavs ut 1994, och utvecklades av SimTex